# 顏蔚慈
顏蔚慈（1986年1月5日—），中華民國政治人物，為2016年臺灣燈會專案負責人，曾任桃園市政府經濟發展局主任秘書、青年事務局局長，於2021年10月25日於社群媒體宣布投入2022年中華民國地方公職人員選舉，參加三重、蘆洲選區新北市議員選舉，並且當選市議員。

## 經歷

### 2016年臺灣燈會專案負責人
顏蔚慈為2016年桃園市臺灣燈會專案負責人，該年臺灣燈會活動規劃、行銷成功，其中2月28日單日吸引3,693,553人次觀賞，刷新單日觀賞人數紀錄，14天展期吸引20,499,253人次觀賞，是臺灣燈會觀賞人數首度突破2千萬人次。

### 桃園市青年局局長
鄭文燦任用顏蔚慈擔任青年事務局局長時表示，她在經濟發展局主任秘書任內表現傑出，認真負責，有年輕人的理想與熱忱，也有具備幹練與沉穩的特質，期許她能夠發揮在經發局的經歷，媒合青創團隊與投資廠商，引入資源，讓青年創業環境更加健全，讓桃園成為台灣青年創業重鎮。顏蔚慈在青年局局長任內，除了青年創業以外，同時強調公共參與以及多元發展，與全台學生自治團體於全台串連交流、經驗傳承，讓民主自治在各大專院校紮根、發芽。

## 選舉紀錄
| 年度 | 選舉屆數             | 選舉區           | 所屬政黨   | 得票數 | 得票率 | 當選標記 | 備註  |
| ---- | -------------------- | ---------------- | ---------- | ------ | ------ | -------- | ----- |
| 2022 | 第四屆新北市議員選舉 | 新北市第四選舉區 | 民主進步黨 | 17,689 | 6.62%  |          | [ 7 ] |

## 外部連結
- 顏蔚慈的Facebook專頁